# Бжесьце-Нові
Бжесьце-Нові (пол. Brzeście Nowe) — село в Польщі, у гміні Бабошево Плонського повіту Мазовецького воєводства.
Населення — 159 осіб (2011).
У 1975-1998 роках село належало до Цехановського воєводства.

## Демографія
Демографічна структура станом на 31 березня 2011 року:
|          | Загалом | Допрацездатний вік | Працездатний вік | Постпрацездатний вік |
| -------- | ------- | ------------------ | ---------------- | -------------------- |
| Чоловіки | 71      | 15                 | 45               | 11                   |
| Жінки    | 88      | 21                 | 47               | 20                   |
| Разом    | 159     | 36                 | 92               | 31                   |